# Mahder Assefa
Mahder Assefa (n. 5 octombrie 1987, Addis Abeba, Etiopia) este o actriță etiopiană.

## Filmografie
- Chefu (2012)
- Triangle (2012)
- Sost Maezen (2013)